# Funding Circle
Funding Circle ist ein börsennotierter, global agierender Online-Marktplatz für Unternehmenskredite, überwiegend für kleine und mittlere Unternehmen (KMU). Das Unternehmen begann als direkter Vermittler von Firmenkrediten. Über den Online-Kreditmarktplatz hatte Funding Circle seit der Gründung 2010 bis Ende 2019 über 9,5 Milliarden Euro an über 77.000 Unternehmen vermittelt. Die Finanzierung wird dabei von institutionellen Investoren und wurde von weltweit über 85.000 privaten Anlegern bereitgestellt. Dabei war Funding Circle der erste Online-Anbieter von Unternehmenskrediten via Peer-to-Peer-Kredit in Großbritannien und expandierte 2013 in die USA und 2014 nach Deutschland – wofür es 2015 den Anbieter Zencap von Rocket Internet kaufte – sowie in die Niederlande.
Nachdem sich dieses Geschäftsmodell als nicht tragfähig erwiesen hatte, entließ die Firma einen wesentlichen Teil ihrer Mitarbeiter und änderte im März 2020 ihre Herangehensweise grundlegend. Seither ist sie nur noch als Marktplatz für Finanzierungen zwischen Firmen und institutionellen Anlegern aktiv.

## Geschäftsmodell
Funding Circle ist ein Online-Marktplatz, auf dem institutionelle Anleger kleinen und mittleren Unternehmen (KMU) Geld leihen. Ursprünglich führte Funding Circle dabei auch die Risikoprüfung, Kreditvermittlung und Zahlungsabwicklung, wie auch die Rückführung des Kredits, inklusive des Forderungsmanagements, durch.
Wie andere Online-Kreditplattformen beabsichtigte Funding Circle, den Prozess mittels Automatisierung und einer digitalen Antragsstrecke für den Kreditnehmer möglichst einfach und schneller abzuwickeln als bei Banken üblich. Nach der Änderung des Geschäftsmodells und der personellen Reduzierung im Jahr 2020 wurde der Leistungsumfang um die Kreditvergabe deutlich gesenkt, und es verblieb nur noch eine Marktplatzfunktion.

### Für Kreditnehmer
Deutsche Unternehmen können über die Plattform Ratenkredite (Annuitätendarlehen) zwischen 5.000 und 250.000 Euro für eine Laufzeit von maximal 60 Monaten beantragen. Die Verzinsung hängt dabei von der jeweiligen Risikoklasse ab. Die genauen Konditionen (Zinssätze und Laufzeiten) unterscheiden sich in den verschiedenen Ländern, in denen Funding Circle aktiv ist.
Die Finanzierungsanfrage eines Unternehmens erfolgt bei Funding Circle über ein Onlineformular. Alle notwendigen Dokumente zur Kreditprüfung können dort ebenfalls hochgeladen werden. In Deutschland müssen folgende Dokumente eingereicht werden:
- Jahresabschlüsse der letzten beiden Jahre (Bilanzen, Gewinn- und Verlustrechnungen),
- aktuelle betriebswirtschaftliche Auswertungen (höchstens zwei Monate alt, inkl. Summen- und Saldenlisten),
- Geschäftskontoauszüge der letzten drei Monate.

Nachdem alle erforderlichen Unterlagen vorliegen, beginnt die Kreditprüfung. Nach Angaben von Funding Circle kann bereits nach 24 Stunden ein Kreditangebot gemacht werden. Innerhalb von sieben Tagen soll der Betrag ausgezahlt werden.

### Für Anleger
Die an Unternehmen vermittelten Kredite kommen über institutionelle Anleger zustande. Auf dem öffentlichen Online-Marktplatz erhalten Anleger Informationen zu Kreditbetrag, Risikoklasse und Laufzeit der einzelnen Projekte, welche von den Unternehmen beantragt werden. Registrierte Investoren erhalten darüber hinaus weitere Informationen zu Unternehmen wie Finanzkennzahlen und den Finanzierungszweck. Ursprünglich konnten sich auch deutsche Privatanleger bei der Finanzierung mittels Crowdlending beteiligen und so bereits ab 100 € bis maximal 5.000 € pro Projekt investieren. Die seinerzeit von Funding Circle prognostizierten Nettorenditen lagen zwischen 5 und 7 % p. a. Die tatsächlich nach Kreditausfällen erreichten Renditen schwankten zwischen 1 und 2 % p. a.

## Risiken
Im Gegensatz zu einem Sparkonto oder Festgeld-Angeboten sind Renditen bei Funding Circle nicht garantiert, d. h. Anleger können Geld verlieren, wenn das zugrunde liegende Darlehen in Verzug gerät oder ausfällt. Funding Circle versucht dieses Risiko durch eine Kreditprüfung einzugrenzen, basierend auf einem eigens dafür entwickelten Algorithmus. Im Jahr 2018 hat Funding Circle ergänzend sein Portfolio in Deutschland einem Stresstest unterzogen um das Risiko für Anleger im Fall einer Rezession besser einzuschätzen. Nach eigener Einschätzungen würden Anleger auch im Fall einer Rezession eine positive Rendite erhalten.

## Geschichte
Funding Circle wurde 2010 in London, Großbritannien gegründet als Antwort auf die Unterversorgung kleiner Unternehmen durch traditionelle Banken in Folge der Finanzkrise.
Seit der Übernahme des 2014 von Rocket Internet gegründeten Unternehmens Zencap im Oktober 2015 ist Funding Circle auch auf dem deutschen Markt aktiv. Die Funding Circle Deutschland GmbH hat ihren Sitz in Berlin.
Seit Oktober 2018 ist Funding Circle an der Londoner Börse gelistet, mit einer anfänglichen Bewertung von 1,5 Mrd. GBP. Die Aktien wurden mit jeweils 440 Pence bewertet. Trotz des Status von Funding Circle als „Unicorn“ im Startup-Bereich blieb der im Börsengang erzielte Preis insgesamt hinter den Erwartungen zurück.

## Investoren
Nach eigenen Angaben ist Funding Circle eine der am besten kapitalisierten Kreditplattform weltweit. Seit 2010 wurden von Investoren weltweit rund 630 Mio. Euro eingesammelt. Zu den Investoren gehören Wagniskapitalgeber von Facebook, Twitter, Skype und Betfair und diese verwalten gemeinsam über 5 Billionen US-Dollar. Zu den öffentlichen und Finanzinstitutionen, die über die Funding-Circle-Plattform in die Finanzierung kleiner Unternehmen investieren, gehören die KfW, der Europäische Investitionsfonds, die British Business Bank sowie Lebensversicherer Aegon.